# Llengües gbe
Les llengües gbes (pronunciades [ɡbè] -el fonema gb és una plosiva labio-velar sonora molt comuna a les llengües oest-africanes-) formen un grup d'unes vint llengües similars que es parlen entre l'est de Ghana i l'oest de Nigèria (també, en menor mesura, a altres països com Haití, a causa del tràfic d'esclaus). Hi ha aproximadament vuit milions de parlants de llengües gbes. La més parlada és l'ewe (3 milions a Ghana i Togo), seguida pel fon (1,7 milions, sobretot a Benín). Les llengües gbes normalment han estat considerades com a part de les llengües kwa, que formen part de la gran família de les llengües nigerocongoleses, però més recentment han estat classificades com a llengües Volta-Níger. Les llengües gbes inclouen cinc grans grups de llengües: l'ewe, el fon, l'aja, el gen i les llengües phla-pherà.
La majoria dels pobles gbes provenen de l'est del seu territori actual, des d'on van arribar en diverses onades migratòries entre el segle x i el segle xv. Tot i això, alguns pobles phla-pherà són considerats els aborígens de la zona i que aquests es van mixturar amb immigrants gbes. A finals del segle xviii molts dels parlants de llengües gbes foren capturats i enviats a Amèrica com a esclaus i es considera que les llengües gbes tenen un paper destacat en la gènesi de moltes llengües criolles caribenyes.
Al voltant de la dècada de 1840 hi va començar a haver lingüistes missioners alemanys que van fer recerques sobre les llengües gbes. A principis del segle xx, l'africanista Diedrich Hermann Westermann va fer estudis prolífics sobre aquestes llengües. El 1988 es va publicar la primera classificació interna de les llengües gbes (de H. B. Capo) i el 1991 es va editar una fonologia comparada. Les llengües gbes són tonals i el seu ordre sintàctic és subjecte-verb-objecte.
Com a curiositat, dins de les mateixes llengües gbes, la mateixa paraula "gbe" és utilitzada per a referir-se a llengua/dialecte.

## Llengües

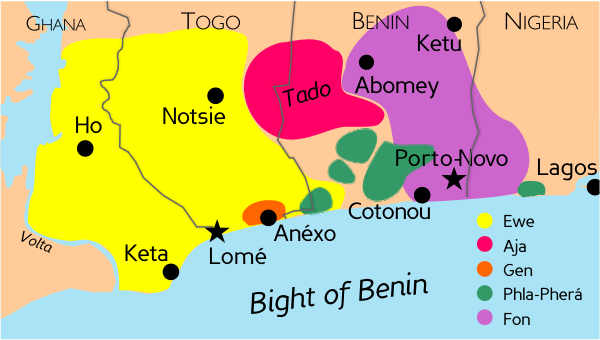
Mapa lingüístic de les llengües gbes

### Geografia i demografia
El territori de les llengües gbes està situat entre el riu Volta, a Ghana -a l'est-, i el riu Ouémé, a l'oest, a Benín. La frontera septentrional està entre els 6 i 8 graus de latitud i la meridional està a la costa atlàntica. Aquesta zona fa frontera sobretot amb altres llengües kwa, excepte a l'est i al nord-est, on es parla ioruba. A l'oest s'hi parlen llengües ga-dangme, llengües guang i àkan. Al nord el territori de les llengües gbe limita amb zones on es parla adele, aguna, akpafu, lolobi i ioruba.
El nombre de parlants de llengües gbe varia de manera considerable. Capo (1988) va fer una estimació de 4 milions de parlants, però l'edició de l'ethnologue de 2005 diu que arriben als vuit milions de parlants. L'ewe és la llengua gbe més parlada (sobretot a Ghana i Togo), seguida pel fon (Benín i est de Togo). L'ewe és una llengua en la qual s'ensenya a les escoles de secundària i a les universitats de Ghana, i és utilitzada en l'educació no formal a Togo. A Benín, l'aja (740.000 parlants) i el fon són dues de les sis llengües nacionals que foren seleccionades pel govern per a l'educació dels adults el 1992.

### Classificació
Joseph Greenberg i Westermann (1952) van classificar les llengúes gbe com a llengües de la família kwa de les llengües nigerocongoleses. Aquesta extensió de la branca de les llengües kwa ha variat al llarg dels anys. Roger Blench considera que les llengües gbes formen part de les llengües volta-níger.
El gbe és un contínuum dialectal. Capo (1888) divideix les llengües gbes en cinc conjunts de llengües, cadascuna de les quals consisteix en molts dialectes que són intel·ligibles mútuament. Els cinc grups lingüístics són:
| Nom                 | noms alternatius     | parlants         | alguns dialectes         | Regió                                                     |
| ------------------- | -------------------- | ---------------- | ------------------------ | --------------------------------------------------------- |
| Ewe                 | Vhe, Ɛ̀ʋɛ̀ gbè         | aprox. 3,600,000 | Anlo, Kpando, Ho, Fodome | meitat inferior del riu Volta; sud-oest de Togo           |
| Gen                 | Gẽ, Mina, Gɛn gbe    | aprox. 400,000   | Gliji, Anexo, Agoi       | Llac Togo, al voltant d'Anexo                             |
| Aja                 | Aja gbe, Adja        | aprox. 500,000   | Dogbo, Sikpi             | Togo, àrea Aja (Togo), a la zona del riu Mono             |
| Fon                 | Fɔn gbè              | aprox. 1,700,000 | Gun, Kpase, Agbome, Maxi | sud-est de Togo, oest del riu Ouémé i a la costa de Benín |
| llengües Phla–Pherà | Fla, Offra, Xwla gbe | aprox. 400,000   | Alada, Toli, Ayizo       | Togo i Benín a la costa i al voltant del Llac Ahémé       |

Angela Kluge (2011) proposa que les llengües gbes són un continu dialectal que es pot dividir en tres grans grups:
- Gbe occidental: ewe, gen i gbe nord-occidental: Adan, Agoi/Gliji, Agu, Anexo, Aveno, Awlan, Be, Gbin, Gen, Kpelen, Kpési, Togo, Vhlin, Vo, Waci, Wance, Wundi (i pot ser l'Aguna).
- Gbe Cenral: Aja (Dogbo, Hwe, Sikpi, Tado, Tala).
- Gbe Oriental: Fon, Phla-Pherà oriental, Phla-Pherà occidental): Agbome, Ajra, Alada, Arohun, Ayizo, Ci, Daxe, Fon, Gbekon, Gbesi, Gbokpa, Gun, Kotafon, Kpase, Maxi, Movolo, Saxwe, Se, Seto, Tofin, Toli, Wele, Xwela, Xwla oriental, xwela occidental i pot ser també Wudu.

### Denominacions
Westerman va anomenar el continuum dialectal amb el nom d'ewe i va utilitzar el nom d'ewe estàndard per a referir-se a la llengua ewe pròpiament dita. Hi ha altres escriptors que han anomenat les llengües gbes amb el nom d'Aja. De totes maneres, no tots els parlants d'aquestes llengües accepten aquestes denominacions. Des de l'establiment d'un grup de treball al Congrés de les Llengües Oest-Africanes de Cotonou de 1980, s'ha acceptat la denominació de Capo de Gbe, que s'afegeix al nom de la llengua/dialecte de cadascuna de les llengües (en el seu ús diari, les llengües gbes són referides pels seus parlants com a X-Gbe, per exemple, fongbe, ewegbe, etc.).

### Fonètica
Les llengües gbes són considerades llengües tonals; és a dir, les paraules es diferencien segons l'entonació donada, podent ser aquesta alta, mitja o baixa(principalment separades en alta o no alta).
Cap de les llengües gbes conté els 42 fonemes existents de l'abecedari, però sí que tenen en comú 23 consonants(b, m, t, d, ɖ, n, k, g, kp, gb, ɲ, f, v, s, z, χ, ʁ, r, r̃, l, l̃, y, w) i 12 vocals(que es divideixen en 7 vocals orlas i 5 vocals nasals) en totes les seves variants.

### Gramàtica
En primer lloc, en les llengües gbes existeix un element morfològic anomenat focus, que s'utilitza per remarcar o emfatitzar alguna part de l'oració. Pot anar precedint la paraula o sufixada a aquesta mitjançant les partícules yé i é, segons la llengua que sigui.
" el àxwéyé Kòfí tù " (Kofi va construir UNA CASA)
El temps i l'aspecte no estan gaire diferenciats, així doncs, molts cops haurem de diferenciar el temps verbals segons el context o mitjançant un adverbi de temps.L'excepció es produeix amb el futur, que és l' únic que té un marcador morfològic específic, ná o a.
" el àxwé Kòfí tùná " (Kofi construirà una casa)
La interrogació, en canvi, es pot fer de múltiples maneres; mitjançant paraules interrogatives al principi de l'oració(i tindria la mateixa funció que el focus) o utilitzar el marcador à a final d'oració.
" el àxwé Kòfí tù à " (Kofi va construir una casa?)
També hi ha diverses formes per fer la negació; utilitzar el marcador preverbal má, emprar el marcador preverbal mé, afegir o a final d' oració i a partir del marcador ã a final d' oració.
" el àxwé Kòfí mátù " (Kofi no va construir una casa)
Finalment, en les llengües gbes és molt comú veure diversos verbs juxtaposats compartint en el mateix subjecte i sense cap marca d'unió. Aquestes formacions s' utilitzen per expressar simultaneïtat o consecució.

## Història

### Fins al 1600
Kefu (a l'actual Benín) és considerat com el lloc on comença la història dels pobles gbe-paralnts. Les tradicions ewes es refereixen a Keto com el Amedzofe ("origen de la humanitat") o Mawufe (Llar de l'Ésser suprem). Es creu que els habitants de Ketu foren pressionats a anar cap a l'oest degut a una sèrie de guerres entre el segle X i XIII. A Ketu, els avantpassats dels pobles gbe-parlants es van separar i van establir la seva pròpia identitat.
Entre el segle xiii i XV una sèrie d'atacs van fer que una secció del grup ètnic es desplacés més cap a occident. Aquests es van assentar en l'antic regne de Tado (o de Stado), al riu Mono, a l'actual Togo. El regne de Tado fou un estat important d'Àfrica Occidental a finals del segle xv.
Entre els segles xiii i xiv, es va establir el regne de Notsie (o Notsye, o Wancé) fou establert pels emigrants que provenien del regne de Tado. Al voltant de l'any 1500, el regne de Notsie va esdevenir la llar d'un altre grup d'emigrants que provenien de Tado, els ewes. Al voltant de 1550, emigrants de Tado van establir el regne d'Allada que va esdevenir el centre dels fon. Tado també és el lloc d'origen dels aja i a vegades la seva llengua es diu aja-tado.
Els gen són un altre grup ètnic que parlen llengües gbes i que viuen al voltant de la ciutat d'Anexo. Aquests tenen origen ga i fante. Els pobles phla-pherà són considerats els pobles originals de la zona actual en la qual habiten els diversos pobles de parla gbe, que es van mixturar amb els primers immigrants que va rebre la zona de Tado.

### Comerç d'esclaus atlàntic

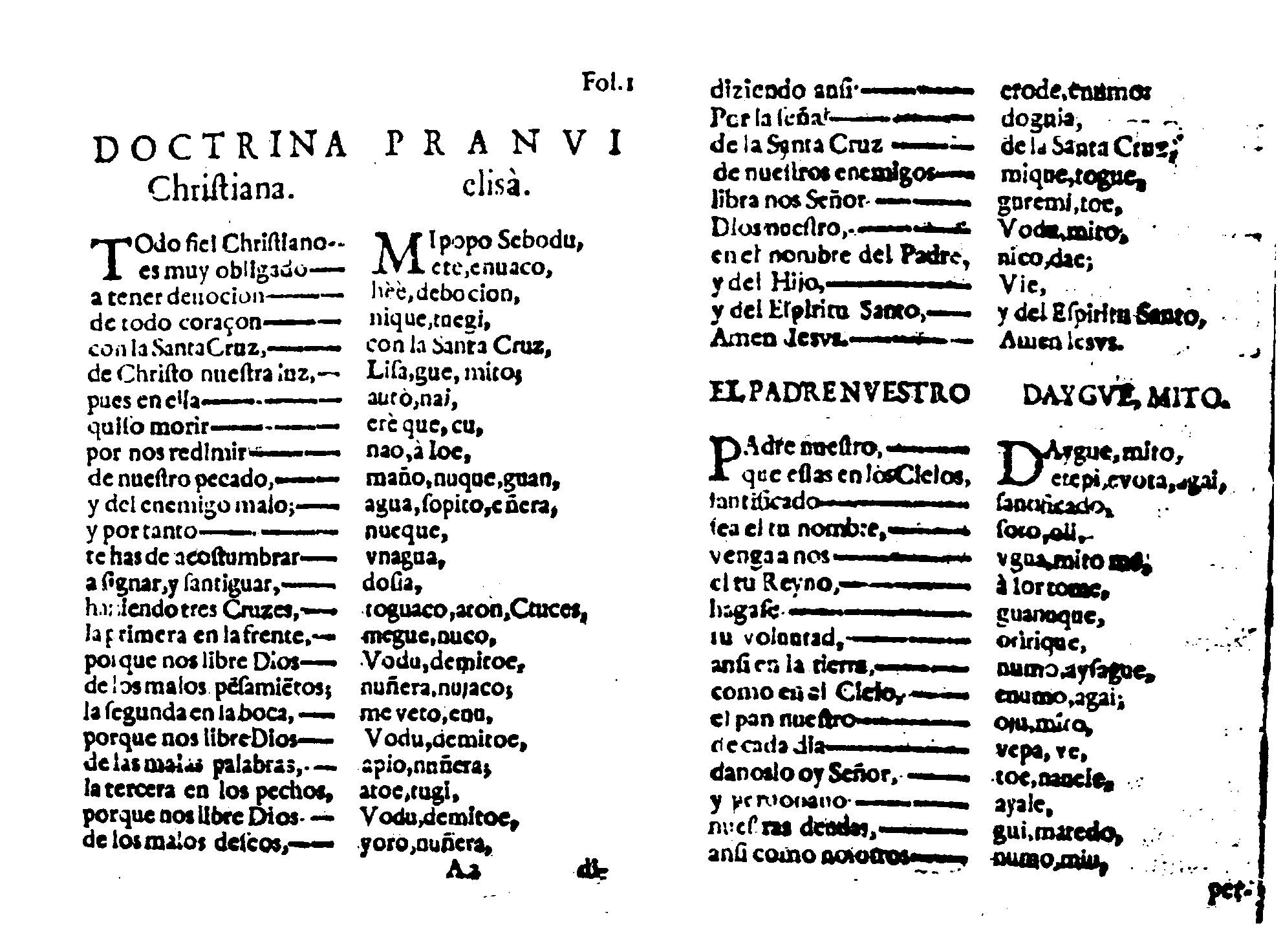
Primera pàgina de la versió del Doctrina Christiana de 1658 en castellà/gen

Es coneix poc de la història dels pobles gbes fins al 1650. El comerç dels portuguesos, holandesos i danesos fins a aquesta època va influir poc en les estructures socials i culturals d'aquests pobles. Les llengües que s'utilitzaven en el comerç en aquests època eren el portuguès i l'holandès, que van produir alguns préstecs lingüístics a les llengües gbes. En aquesta època els europeus van anar establint factories comercials i van enviar missioners a la zona. El 1658 missioners espanyols van traduir el Doctrina Christiana a la llengua gen, que era la del regne d'Allada. Aquest és un dels primers texts que es van escriure en qualsevol llengua d'Àfrica Occidental (aquest catecisme fou reimprès el 1929 per Labouret & Rivet i també documenta la història de la missió espanyola a Allada).
La situació relativament pacífica que hi havia fins aquells moments va canviar de manera dràstica amb l'auge del comerç d'esclaus atlàntic que va tenir el seu punt culminant a finals del segle xviii, quan la zona va exportar més de 15.000 esclaus cada any. Els principals actors d'aquest comerç foren sobretot els holandesos i els anglesos.
El Golf de Benín, la zona en la que es parlen les llengües gbes, fou un dels principals centres d'exportació de mà d'obra esclava cap a Amèrica a finals del segle xviii. La zona va poder patir pèrdues del 5% de població cada any, cosa que va causar un declivi de la població. A més a més, com que la majoria dels captius exportats eren masculins, el comerç d'esclaus va provocar un canvi en les balances de població per gènere. En algunes zones de la Costa dels Esclaus hi va arribar a haver dues dones adultes per cada home adult. La manca d'estudis lingüístics d'aquesta època dificulta l'estudi dels canvis lingüístics que van patir les llengües gbes en aquest període.

### Època de la Colonització
Al voltant de 1850 es va acabar el comerç d'esclaus atlàntic. Amb la introducció dels poders colonials europeus, es va prohibir la captura d'homes i es va començar a cristianitzar les zones colonitzades d'Àfrica. Les missions de la Norddeutsche Missions Gesellschaft de Bremen van començar el 1847 a la ciutat de Keta, a l'actual Ghana.
El 1857 el missioner B. Schlegel va publicar la primera gramàtica de l'ewe: Schlüssel der Ewesprache, dargeboten in den Grammatischen Grundzügen des Anlodialekts. Schlegel va distingir cinc dialectes del gbe. Els dialectes que distingí Cust no es corresponen exactament amb els cinc subgrups gbes que distingeix Capo.
El treball de Shlegel va marcar el començament d'una època prolífica sobre treballs de recerca sobre les llengües gbes. Alguns lingüistes destacats d'aquest període són Christaller (Die Volta-Sprachen-Gruppe, 1888), Ernst Henrici (Lehrbuch der Ephe-Sprache, 1891), Knüsli (Ewe-German-English Vocabulary, 1892) i Maurice Delafosse (Manuel Dahoméen (Fon), 1894).
El 1902 el missioner Diedrich Hermann Westermann va publicar l'article Beiträge zur Kenntnis der Yewe-Sprachen in Togo" to Zeitschrift für Afrikanische und Oceanische Sprachen. Westerman ha esdevingut un dels lingüístes més influents sobre les llengües gbes i el seu punt de vista ha dominat els estudis sobre la literatura gbe durant la primera meitat del segle xx. Westerman ha escrit sobretot sobre llengües gbes occidentals, particularment sobre l'ewe. Les seves obres més destacades sobre aquesta llengua són A Study of the Ewe language(1930) i Wörterbuch der Ewe-Sprache (1954).

### Renaixement del Gbe
Des de la dècada de 1930 s'han editat molts estudis sobre les llengües gbes, la majoria sobre llengües gbes particulars. Hounkpati B.C. Capo ha fet un extens treball de lingüística comparada en el que ha fet una classificació interna de les llengües gbes i una reconstrucció de la fonologia del proto-gbe. Aquest treball es va publicar entre les dècades de 1970 i 1980. Cal destacar la seva obra Renaissance du Gbe (1988). El 1991 Capo va editar una fonologia comparada de les llengües gbes.
A principis de la dècada de 1990 el SIL International de l'ethnologue va començar un estudi sobre les comunitats i llengües gbes. Es van dur a terme estudis lingüístics sincronitzats sobre les relacions entre les diverses variants del gbe. En general aquests estudis han corroborat moltes de les consideracions de Capo.